# Sonatina for piano
De Sonatina for piano (ook Sonatina for klaver) was Johan Kvandals tweede bijdrage aan de muziekwereld als men uitgaat van opusnummering. Kvandal zou nog veel sonates schrijven, maar geen daarvan was voor piano solo. Volgens de Noorse muziekcentrale werden ze vrij snel na het voltooien uitgevoerd door een in Noorwegen beroemde pianist Jan Wøhlen (1909-1991). Die pianist is in de 21e eeuw geheel vergeten, net zoals het werkje van zestien pagina’s van Kvandal. 